# Karol G
Karol G, (Medellín, 1991. február 14. –) kolumbiai Latin Grammy-díjas énekesnő, dalszerző.

## Pályafutása
Carolina apja is zenész volt. Nővérével ötéves korától járt zeneiskolába. Tizenötévesen részt vett az X-Faktor tehetségkutató műsorban, és országos figyelmet keltett. 2010-ben a Reykon kolumbiai reggaeton énekesnő mellett vokálozott. 2012-ben a Reykonnal együttműködve debütált a 301 című dallal, amely számos televízió- és rádióállomáson első helyezett lett.
2013-ban Carolina Giraldo Navarro kiadta első szóló kislemezét, az Amor de Dos-t az amerikai (Puerto Rico-i) énekesnővel, Nicky Jammel. A dalt több mint 75 000 000-en nézték meg a YouTube-on, és számáre ez országos sikert hozott. További jól ismert dala lett az Andy Riveraval közösen készített Mañana, amely a legnagyobb slágere lett több mint 77 milliós megtekintéssel a YouTube-on.
2020-ban Carolina kiadta a Bichota című sikeres dalt. Azóta a nevet „La Bichota”-nak hívják, (a Bichote nőnemű megfelelője), ami a latin szlengben olyasmit jelent, mint „magasabb szintű drogdíler”, illetve „magasrangú személy”. Nem akarja persze, hogy ezt a kifejezést a kábítószerrel összefüggésben értsék. Karol G számára Bichota olyasmit jelent, hogy „hatalmas nő, „erős, ragyogó, hihetetlen nő”.
Carolina a drogmetropoliszban, Medellínben nőtt fel, édesanyja viszont még a nemzetközileg ismert, hírhedt drogbáróval, Pablo Escobarral is megismerkedett.

## Stúdióalbumok
- 2013: Super Single
- 2017: Unstoppable
- 2019: Ocean
- 2021: KG0516
- 2023: Mañana será bonito
- 2023: Mañana será bonito (Bichota Season)

## Díjak
- Sokszoros Latin Grammy-díjas (2018, 2021, 2023, 2024)
- Billboard Women In Music, 2024

## Fordítás
Ez a szócikk részben vagy egészben  a   Karol G című német Wikipédia-szócikk ezen változatának fordításán alapul.  Az eredeti cikk szerkesztőit annak laptörténete sorolja fel. Ez a jelzés csupán a megfogalmazás eredetét és a szerzői jogokat jelzi, nem szolgál a cikkben szereplő információk forrásmegjelöléseként.